# Tranås församling
Tranås församling var en församling i Lunds stift och i Tomelilla kommun. Församlingen uppgick 2002 i Brösarp-Tranås församling.

## Administrativ historik
Församlingen har medeltida ursprung.  
Församlingen var till 1992 moderförsamling i pastoratet Tranås och Onslunda som från 1962 även omfattade Spjutstorps församling. Från 1992 till 2002 var den annexförsamling i pastoratett Brösarp, Tranås, Onslunda, Spjutstorp, Andrarum, Eljaröd och Fågeltofta. Församlingen uppgick 2002 i Brösarp-Tranås församling.

## Kyrkor
- Tranås kyrka